# Kastell Sasbach-Jechtingen

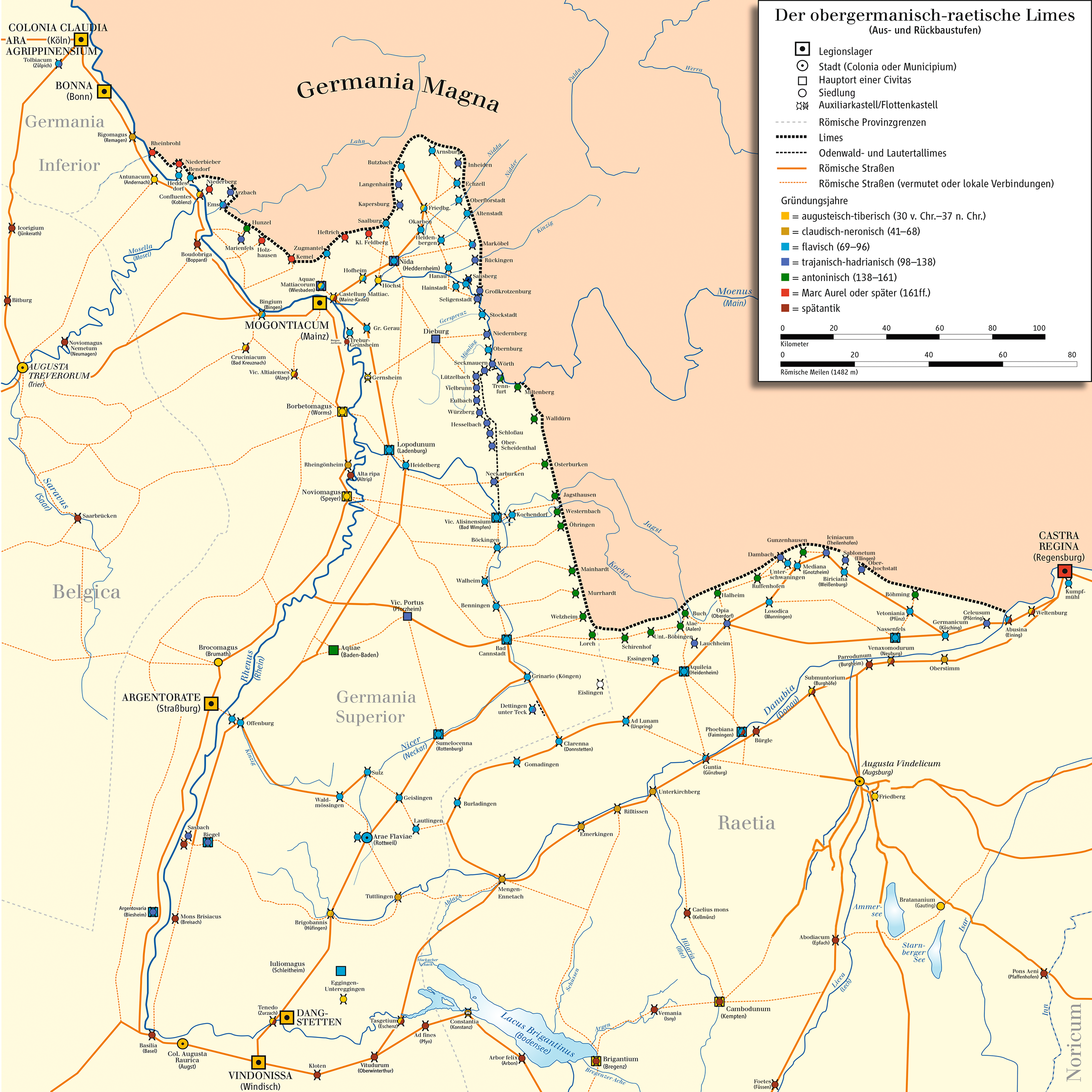
Lage des Kastells am DIRL (Rheinlinie)

Ansicht der Burg Sponeck aus dem 19. Jahrhundert

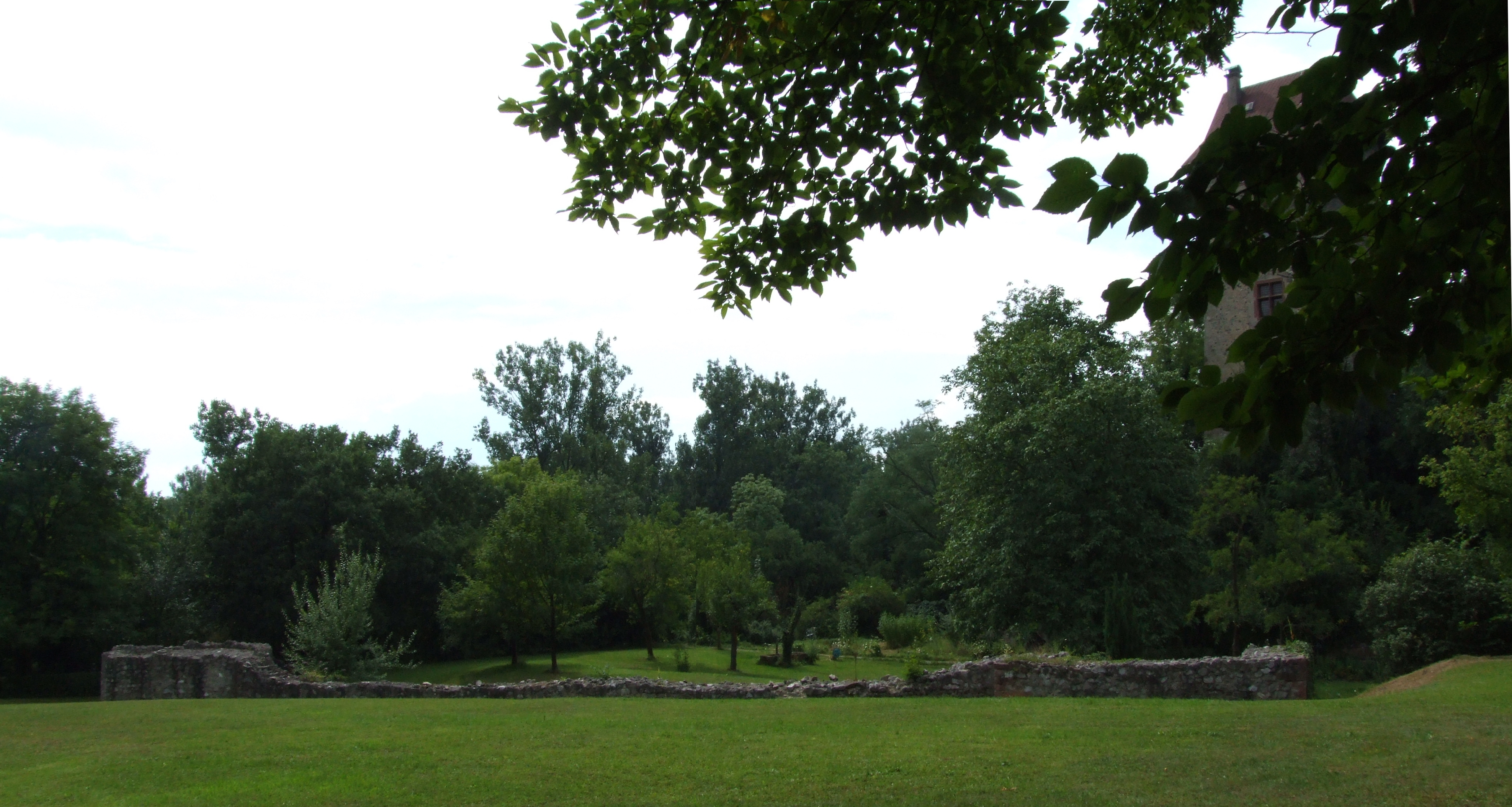
Konservierte Mauerreste des Kastells vor der Burg Sponeck

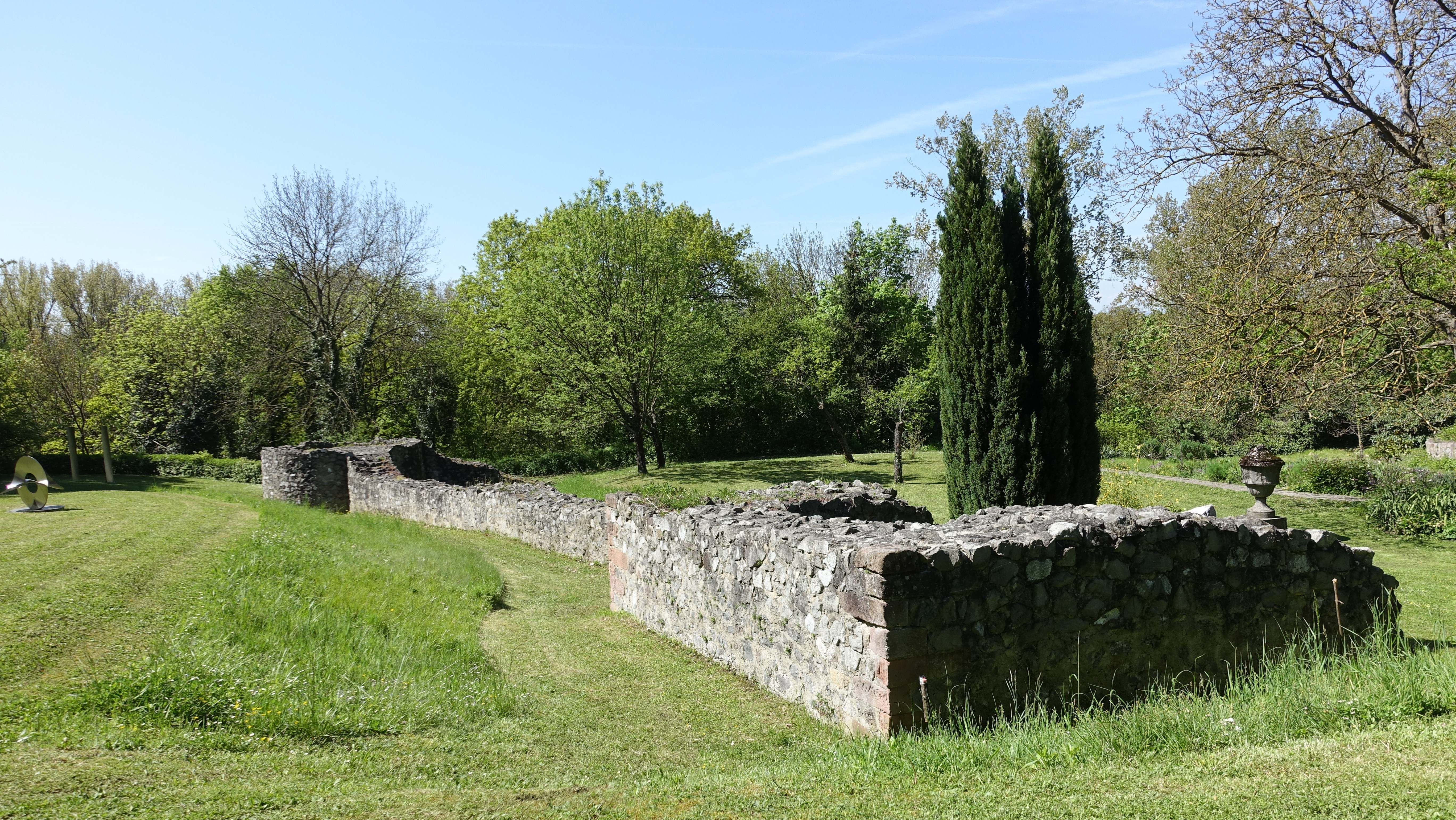
Nordöstlicher Eck- oder Torturm

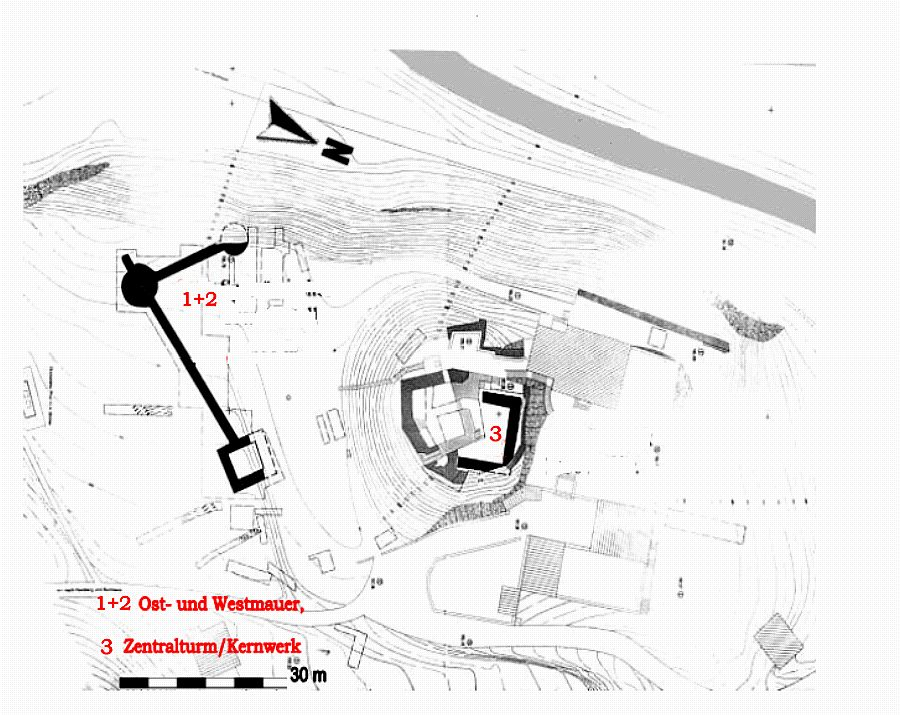
Befundplan des Kastells

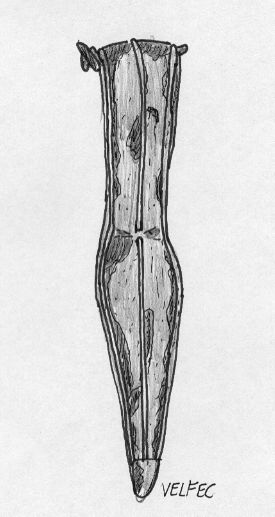
Fundskizze einer alamannischen Silberfibel aus dem Gräberfeld am Sponeck

Kastell Sasbach-Jechtingen ist ein ehemaliges spätrömisches Militärlager auf dem heutigen Gebiet der Gemeinde Sasbach am Kaiserstuhl-Ortsteil Jechtingen im Landkreis Emmendingen, Baden-Württemberg.
Das Lager zählte zu den zahlreichen kleineren, unter Kaiser Valentinian I. errichteten, aber nur kurzzeitig besetzten Befestigungsanlagen in der Endphase der römischen Herrschaft über die Rheinprovinzen. Es war Teil der Kastellkette des Donau-Iller-Rhein-Limes (DIRL) in der römischen Provinz Maxima Sequanorum. Das Lager war vermutlich vom 4. bis in das 5. Jahrhundert mit römischen Truppen belegt, die für Sicherungs- und Überwachungsaufgaben an diesem Abschnitt der Rheingrenze (ripa) zuständig waren. Die Befestigung wurde nach deren Abzug von Alamannen und Franken besetzt. Der Nachfolgebau, die mittelalterliche Burg Sponeck, wurde direkt über den Resten der spätantiken Anlage errichtet.

## Name
Der antike Name des Kastells ist unbekannt. Rückschlüsse auf diese Zeitperiode lassen sich nur aus dem heutigen Ortsnamen beziehen. Die Ortschaft „Uchtingen“ wird zum ersten Mal im Jahr 1284 urkundlich erwähnt. Das „dorf ze Üchtingen“ wurde in den darauffolgenden Jahrhunderten zu „Ütingen“, „Ühtingen“, „Úhtingen“, „Úchtingen“, verschliffen, der heute gebräuchliche Namen Jechtingen taucht um 1551 erstmals in Breisgauer Archiven auf. Die Endung -ingen verweist auf einem Personennamen und leitet sich wahrscheinlich von „bei den Angehörigen des Uchto“ ab. Es ist möglich, dass nach Abzug der Römer ein alamannischer Stammesführer dieses Namens auf dem Sponeck seine Residenz hatte.

## Lage
Das Kastell war nicht – wie bei den meisten Limesbefestigungen üblich – am linken Ufer des Stroms, sondern am rechten errichtet worden. Es lag strategisch günstig auf einem sich westlich der Ortschaft Sasbach befindlichen, in der Antike noch an seiner Nord- und Westseite vom Rhein umflossenen, ca. 25 Meter hohen Sponeck. Das nordwestliche Ende des Kaiserstuhls wird vom Humberg gebildet, der wiederum im Sponeck ausläuft. Die Landschaft zwischen dem Felssporn und dem Rheinufer war in der Antike noch von dichten, weitläufigen Auwäldern und mäandernden Flussarmen geprägt. Der Zugang zum Felsplateau war nur von Osten aus möglich und wurde zusätzlich durch einen kleinen Hügel erschwert. Durch die Rheinregulierung Johann Gottfried Tullas im frühen 19. Jahrhundert wurde das Strombett um etwa 200 Meter nach Westen verlagert. Am Felssporn fließt heute nur mehr ein schmaler Altarm des Rheins vorbei.

## Datierung
Die Anlage wurde vermutlich um 370, in der Regierungszeit des Kaisers Valentinian I. (364–375), im Zuge der letzten Ausbau- und Verstärkungsmaßnahmen des Rheinlimes errichtet. Das in den 1970er Jahren geborgene römische und germanische Fundmaterial (Argonnen-Sigillata, Mayener oder Eifel-Keramik, darunter einglättverzierte Terra Nigra, ein Beinkamm, Pfeilspitzen, sechs Münzen) stammte fast ausnahmslos aus der zweiten Hälfte des 4. Jahrhunderts n. Chr.

## Funktion
Die Befestigung diente aber wohl in erster Linie der Kontrolle der Römerstraße durch das Zartener Becken, die hier, westlich von Jechtingen, den Rhein querte und eine wichtige Verbindungsroute in den Schwarzwald und nach Osten war. Dieser stark frequentierte Übergang war, neben Furten bei Breisach im Süden und bei Sasbach im Norden, eine weitere Möglichkeit, den Rhein relativ sicher und rasch zu überschreiten. Vermutlich existierte hier damals auch eine Brücke. Die Besatzung hatte von diesem Punkt aus einen guten Überblick über die von Oedenburg-Altkirch/Argentovaria heranführende Limesstraße am südlichen Rheinufer, die Auwälder und auch eine Sichtverbindung zu den nächstgelegenen römischen Militärstützpunkten. Das Lager sicherte in weiterer Folge, gemeinsam mit zwei weiteren Posten, dem südlich gelegenen Kastell bei Breisach/Mons Brisiacus und den im heutigen Elsass liegenden Lager von Oedenburg-Altkirch, diesen Limesabschnitt gegen germanische Invasoren, insbesondere gegen die Alamannen, die sich zur damaligen Zeit auch schon im Breisgau niedergelassen hatten. Das Kastell war somit auch ein befestigter Brückenkopf in einem Aufmarschgebietes für potentielle Eindringlinge und diente wohl auch zur Beobachtung des Vorfeldes bzw. der alamannischen Höhensiedlungen.

## Entwicklung
Wie archäologische Funde belegen, ist das Gebiet zwischen Hochberg und Rhein schon seit der Jungsteinzeit von Menschen besiedelt. Es ist nicht auszuschließen, dass sich hier bis zur Ankunft der Römer eine keltische Siedlung befand. Am Sponeck führte schon seit frührömischer Zeit eine Straßenverbindung über den Fluss, die für die Römer von großer militärischer Bedeutung waren. Bei Sasbach existierte in der frühen Kaiserzeit auch ein Holz-Erde-Kastell, dass von der Legio XXI errichtet worden war.
In den Jahren 259 bis 260 überrannten alamannische Stämme endgültig den obergermanisch-rätischen Limes. Danach besetzten sie auf Dauer das Dekumatenland, das mehr als 200 Jahre lang unter römischer Herrschaft gestanden hatte. Nach den unruhigen Jahrzehnten der sogenannten „Reichskrise des 3. Jahrhunderts“ stabilisierte sich die Lage an Oberrhein, Hochrhein, Bodensee, Iller und Donau wieder einigermaßen. Hier entstand eine neue Grenzlinie, die ab dem späten 3. Jahrhundert für die nächsten 100 Jahre durch den schrittweisen Aufbau einer Kastellkette, den sogenannten Donau-Iller-Rhein-Limes, gesichert und überwacht wurde. Trotzdem gelangen den Alamannen immer wieder Einbrüche ins Reichsgebiet, da sie dabei häufig auch von den inneren Machtkämpfen der Römer profitieren konnten, die meist mit einem fast kompletten Abzug der Grenztruppen verbunden waren. In den Quellen wird aber auch von erfolgreichen Gegenmaßnahmen und Strafexpeditionen der römischen Armee berichtet. Die Ausgangspunkte solcher Rachefeldzüge waren die größeren Städte und Truppenstandorte, die gleichzeitig das Rückgrat der Grenzverteidigung bildeten:
- Straßburg/Argentorate,
- Colmar/Columbarium,
- Kaiseraugst/Castrum Rauracense,
- Konstanz/Constantia.

Im späten 4. Jahrhundert wurde eine umfassende Reorganisation und Verstärkung der Grenzverteidigung notwendig, da es den Alamannen unter ihrem Heerführer Rando 368 bei einem Raubzug sogar gelungen war, die Provinzhauptstadt der Germania I, Mogontiacum, auszuplündern. Dies erfolgte im Wesentlichen durch den Neubau und der Verstärkung von Wachtürmen (am Hochrhein), kleinen burgi und Kastellen unter Kaiser Valentinian I. (364–375 n. Chr.); er war der letzte Festungsbauer am Rheinlimes. Auch der Umbau des konstantinischen Kastells auf dem Münsterberg in Breisach, von wo aus der Kaiser im Jahr 369 vermutlich persönlich die Baumaßnahmen an diesem Limesabschnitt organisierte, und die Errichtung des Lagers auf dem Sponecker Felsen erfolgten in dieser Zeit. Der Historiker Ammianus Marcellinus berichtete in seinem Geschichtswerk Res Gestae detailliert von den Bautätigkeiten am Rheinlimes:

„Valentinian schmiedete bedeutende und nutzbringende Pläne. Er ließ die ganze Rheinlinie von der Quelle in Raetien bis zur Meerenge des Ozeans (Ärmelkanal) durch gewaltige Festungswerke sichern. Den Strom […] ließ er mit großen Dämmen befestigen und auf den Höhen Militärlager und Kastelle […] errichten, soweit sich die gallischen Länder erstreckten. Zuweilen wurden auch Befestigungen jenseits des Stromes angelegt, wo er das Land der Barbaren berührt.“

Ähnliches berichtet er in einer anderen Passage:

„[…] man fürchtete Valentinian mit Recht, weil er die Heere mit starkem Ersatz auffüllte und den Rhein an beiden Ufern auf den Anhöhen mit Lagern und Kastellen befestigte.“

Schon wenige Jahre nach seiner Errichtung stand das Kastell im Brennpunkt kriegerischer Ereignisse. 378 durchbrachen die alamannischen Lentienser – entweder direkt beim Sponeck-Übergang oder bei Breisach – erneut den Rheinlimes, verwüsteten die Grenzgebiete und versuchten weiter ins Innere Galliens vorzudringen. Möglicherweise wurde damals auch das Kastell zerstört bzw. beschädigt, wie eine Brandschicht im NO-Turm annehmen lässt. Die Angreifer wurden aber bald durch Kaiser Gratian und seine fränkischen Generäle nach der Schlacht bei Argentovaria wieder über den Rhein zurückgeworfen, was ihn jedoch daran hinderte, noch rechtzeitig seinen im Osten des Reiches regierenden Onkel, Valens, gegen die Goten und Alanen zu Hilfe zu kommen, die ihn daraufhin in der Schlacht von Adrianopel töteten. Gratian überquerte auch den Rhein, um das Siedlungsgebiet der Lentienser zu verwüsten. Es war das letzte Mal, dass eine römische Armee im Barbaricum operierte. Das Kastell auf dem Sponeck wurde danach wieder rasch in Stand gesetzt und erneut bemannt.
Nach der Fundlage innerhalb des Kastells und des nordöstlich angelegten Gräberfeldes zu schließen, war das Kastell zumindest bis zum Abzug der Grenztruppen durch Stilicho, 401 bis 406, wahrscheinlich aber auch noch einige Zeit darüber hinaus belegt. Schon bald nach Auflösung des Limes setzten die ersten alamannischen Neusiedler aus dem Breisgau und der Ortenau über den Strom und ließen sich nun auch links des Rheins nieder. Es spricht einiges dafür, dass die Anlage spätestens ab der Mitte des 5. Jahrhunderts zunächst den Alamannen und später auch den Franken als Stützpunkt diente. Im Frühmittelalter dürfte das Lager endgültig verlassen worden sein und verfiel. Der Sponeck wurde erst im Spätmittelalter wieder mit einer Höhenburg befestigt, dabei wurde das Kastell zum größten Teil zerstört. Das benachbarte Sasbach war zur Merowingerzeit wohl eine Art Herrenhof mit militärischer administrativer Funktion. Nach Gerhard Fingerlin ist für diesen Ort in karolingisch-ottonischer Zeit auch ein königlicher fiscus belegt.

## Forschungsgeschichte
Römische Funde auf dem Sponeck sind seit dem frühen 20. Jahrhundert bekannt. 1973 wurden bei einer Feldbegehung in Verbindung mit den Ausgrabungen in Breisach (Münsterberg) am Steilhang des Vorgeländes der Burg Sponeck die ersten Spuren von antiken Mauerresten entdeckt. 1975 förderten die Grabungen weitere Abschnitte der Kastellmauer zutage. Diese lagen außerhalb des Burgareals und waren deswegen noch gut erhalten. Im Mai 1976 begannen im Auftrag des Landesdenkmalamtes Baden-Württemberg die ersten systematischen Ausgrabungen, die von Archäologen der Bayerischen Akademie der Wissenschaften durchgeführt wurden. Bei den Grabungen konnten die Reste der südöstlichen Umfassungsmauern und Teile eines zentralen Turmbaues freigelegt werden. Auch der Innenbereich konnte untersucht werden, der größte Teil der Bebauung in diesem Sektor war aber schon im Mittelalter durch den Aushub des Burggrabens restlos beseitigt worden.

## Kastell
Die Festung bedeckte vermutlich eine Fläche von ca. 0,5 ha und war damit deutlich kleiner als das benachbarte Kastell von Breisach. Es ist somit wohl nicht als Garnisonsstandort, sondern eher als Kleinkastell bzw. Wachtposten anzusehen. Der sehr unregelmäßige Grundriss der Anlage glich dem einer mittelalterlichen Burg und passte sich weitgehend dem Gegebenheiten am Sponeckplateau an. Da die römischen Ingenieure alle sich bietenden Vorteile der örtlichen Topographie so optimal wie möglich ausgenutzt hatten, war ein Angriff nur von Osten her möglich.
Von der Umwehrung konnten noch die Reste der ca. 80 Meter langen östlichen Ringmauer, drei Ecktürme und Teile der Innenbebauung ergraben werden. Die Mauer (Fundamentbreite zwei Meter) und ein Rundturm an der Westseite waren schon durch Erosion zum großen Teil den rheinseitigen Steilhang hinabgerutscht. Der Umfang des Kastells konnte daher nicht mehr vollständig eruiert werden. Die östliche Wehrmauer war bis zu 1,60 Meter dick und im Aufgehenden noch bis zu einer Höhe von einem Meter erhalten. Ein Pfahlrost zur Stabilisierung der Fundamente war hier nicht erforderlich, da sie direkt auf dem gewachsenen Fels aufsaßen. Im Nordosten wurde sie durch einen quadratischen, im Südosten hingegen durch einen runden Eckturm verstärkt, dessen Fundamente sechs bis sieben Meter breit waren. Am höchsten Punkt des Felsplateaus erhob sich bergfriedartig ein weiterer, quadratischer Turm oder eine Art Kernwerk, dessen Fundamente nur zur Hälfte ergraben werden konnten. Der besonders exponierte Südostturm war in seinem Untersegment sehr massiv aufgemauert. Der Nordostturm besaß in seinem Untergeschoss einen zweiten – nur von innen – zugänglichen Raum und war vermutlich Bestandteil einer Toranlage. Ein weiterer, etwas kleinerer, Rundturm stand unmittelbar an der südwestlichen Hangkante, möglicherweise deckte er eine kleine, zu einem Anlegeplatz am Rheinufer führende Schlupfpforte. Die Ostseite war zusätzlich mit einem vorgelagerten Graben gesichert. Als Baumaterial wurde fast ausschließlich in der engeren Umgebung vorkommendes, Vulkangestein verwendet (sog. Essexit-Theralith), dazu vereinzelt auch roter Buntsandstein, der vor allem an den Eckverstärkungen und Türschwellen verbaut worden war.
Über die Innenbebauung des Kastells lässt sich nur wenig sagen. Sie bestanden vermutlich aus mit ihrer Rückseite an die Ringmauer anstoßenden Baracken, wie man sie auch aus anderen spätantiken Befestigungen am Limes kennt (z. B. Passau, Altrip, Budapest). Unmittelbar hinter der Mauer fanden sich Spuren von Pfostengruben und Fragmente eines Estrichbodens, darauf die Trümmer einer eingestürzten und teilweise verkohlten Wand aus Lehmfachwerk. Die Gebäudegrundrisse konnten nicht mehr ermittelt werden.

## Garnison
Die Besatzungseinheit ist bis heute unbekannt geblieben. Das Kastell war vermutlich aufgrund seiner Größe mit nur 50 bis maximal 100 Mann Limitanei/Riparenses oder germanischen Foederati (Verbündete) belegt. Eine der wichtigsten antiken Quellen für die Zuordnung von Grenztruppen und Kastellen des 4. und 5. Jahrhunderts n. Chr. ist die Notitia Dignitatum. Da in ihr aber weder der Kastellname, die Besatzungseinheit noch ein kommandierender Offizier angeführt werden, könnte dies ein konkreter Hinweis dafür sein, dass hier tatsächlich Foederaten stationiert waren, die jedoch als irreguläre Verbände nicht mehr in die Truppenlisten aufgenommen wurden. Die Angabe von zwei Auxilia-Palatini-Einheiten
- die Brisigavi seniores (Comes Hispaniarum) und
- die Brisigavi iuniores (Comes Italiae)

in der Truppenliste des Magister Peditum lassen jedenfalls den Schluss zu, dass mit den alamannischen Stamm der Brisigavi Foederatenverträge abgeschlossen worden waren und sie möglicherweise auch die Besatzungen für einige der Grenzkastelle stellten. Auch die ebenfalls im Breisgau siedelten Lentienses, ein weiterer Teilstamm der Alamannen, mussten aufgrund solcher Verträge Soldaten für die römische Armee abkommandieren. In den Mauern des Kastells und auf dem nördlichen Gräberfeld fanden sich Hinweise für die Anwesenheit von alamannischen Söldnern, die hier offensichtlich zusammen mit ihren Familien gelebt hatten (Militärgürtelschnalle, Perlenkette, Fibeln). Trotzdem sah sie Kaiser Valentinian als größte Gefahr für den Frieden am Limes an, ließ ihre höheren Offiziere aus der Armee entfernen und bezeichnete sie laut Ammianus sogar als „Feind des ganzen römischen Erdkreises“ (hostes totius orbis Romani). Seine Baumaßnahmen am Oberrhein und seinem Vorfeld waren daher vor allem gegen sie gerichtet.

## Funde
Wie bei vielen anderen römischen Kastellplätzen auch, gehörten die Münzen zu den wichtigsten Funden. Nach Auswertung des Münzspektrums ließ sich die Anwesenheit römischer Soldaten auf die Zeitperiode von etwa 370 bis 400 n. Chr. eingrenzen. An Keramik wurden Fragmente von mehreren hundert Gefäßen unterschiedlichster Machart und Herkunft geborgen. Die Terra Sigillata stammt aus Töpfereien in den Argonnen, einfaches Gebrauchsgeschirr und Krüge bezog man aus der Eifel. Eine in ihrer Machart ganz anders gestaltete, handgemachte Keramik weist auf starke germanische Einflüsse in der Region hin. Vermutlich kamen sie durch Foederaten oder barbarischstämmigen Hilfstruppen auf den Sponeck. Sie deuten auch auf eventuelle Handelsbeziehungen der Kastellbesatzung mit der im Umland lebenden alamannischen Bevölkerung hin. Seltener sind Funde von Bronzegeschirrreste, von Metallbeschlägen für Kästen und Truhen und sorgfältig gearbeiteten und verzierten Knochenkämmen.
Das militärische Element im Fundbestand ist vor allem in Form von Pfeilspitzen und Bolzen für Schleudergeschützen (balistae) vertreten. Zur Ausstattung der hier stationierten Soldaten gehörten auch bronzene Gewandfibeln und Gürtelbeschläge.

## Hinweise
Die Burg wird heute von den Nachkommen des Malers Hans Adolf Bühler (1877–1951) bewohnt. Bühler erwarb die Burg im Jahr 1917, restaurierte sie und richtete im Wohnturm sein Atelier ein. Das Kastell selbst ist der einzige römische Festungsbau am Oberrhein zwischen Basel und Mannheim, der noch oberirdisch sichtbar ist. Die konservierten Mauerreste befinden sich im umzäunten Privatgarten des Anwesens und können nur gegen Voranmeldung besichtigt werden. Lediglich von einer Stelle an einem Gehweg oberhalb des Kastells kann man die Anlage relativ gut einsehen. Hier befindet sich auch eine Schautafel mit einer Kurzbeschreibung und Befundplan der Anlage. Zu sehen sind die konservierten Reste eines Teils der östlichen Wehrmauer und zweier Ecktürme. Die meisten der im Kastell gemachten Funde werden im Museum für Ur- und Frühgeschichte in Freiburg im Breisgau verwahrt und ausgestellt.

## Denkmalschutz
Das Bodendenkmal ist als eingetragenes Kulturdenkmal im Sinne des Denkmalschutzgesetzes des Landes Baden-Württemberg (DSchG) geschützt. Nachforschungen und gezieltes Sammeln von Funden sind genehmigungspflichtig, Zufallsfunde an die Denkmalbehörden zu melden.